# 王祖农
王祖农（1916年9月17日—2008年），男，江苏南京人，中国微生物学家、教育家，山东大学教授，曾任山东省政协副主席，九三学社中央委员会委员，山东省委员会主任委员，第七、八届全国政协委员。